# 7 d'Andròmeda
7 d'Andròmeda (7 Andromedae) és una estrella de la constel·lació d'Andròmeda. Té una magnitud aparent de 4,53, i es troba a 80 anys llum de distància del sistema solar.
7 d'Andròmeda és una estrella blanc-groga de la seqüència principal de tipus espectral F0V.
Semblant a les components del sistema estel·lar Porrima (γ Virginis), la seva temperatura efectiva se situa entre 7.108 - 7.190 K i brilla amb una lluminositat 7,2 vegades major que la lluminositat solar.
El seu radi –avaluat a partir del valor del seu diàmetre angular, 0,67 mil·lisegons d'arc– és un 80% més gran que el del Sol.
El seu contingut metàl·lic és quelcom inferior al solar, sent el seu índex de metal·licitat [Fe/H] igual a -0,09.
La seva massa és un 60% major que la massa solar i, amb una edat aproximada de 1.600 milions d'anys, es troba en la meitat de la seva vida com a estrella de la seqüència principal.
7 d'Andròmeda gira sobre si mateixa amb una velocitat de rotació d'almenys 61,8 km/s —30 vegades superior a la del Sol— i és que les estrelles de la seqüència principal es divideixen, quant a la seva rotació, de manera bastant definida a una temperatura superficial d'aproximadament 6.500 K; temperatura de les quals estan sota aquest valor giren lentament, les que ho superen —com és el cas de 7 d'Andròmeda— ho fan molt més de pressa.